# 木村亜美
木村 亜美（きむら あみ、1999年9月18日 - ）は、日本の女子バスケットボール選手である。ポジションはポイントガード。Wリーグのデンソーアイリス所属。

## 来歴
福岡県出身。
東京成徳大学高校でインターハイとウィンターカップベスト8を経験し、東京医療保健大進学後にはインカレ優勝。
2021年にはユニバーシアード日本代表候補にも選出された。
2022年1月、デンソーアイリスにアーリーエントリーとして加入し、卒業後正式加入。

## 日本代表歴
- 2015年U16アジアカップ